# Ambrosia (film)
Ambrosia è un film del 2012 diretto da Baharak Saeid Monir.

## Trama
Il film parla di una coppia di lesbiche che cerca di emigrare in Canada..

## Festival
- 2012 World Film Festival
- Festival Internazionale del Cinema del Cairo[2]
- Your Kontinent: Festival des arts du film et des médias de Richmond[3].